# Élections européennes de 2009 en Hongrie
Les élections européennes en Hongrie se sont déroulées le dimanche 7 juin 2009 pour désigner les 22 députés européens au Parlement européen de la législature 2009-2014, contre 24 pour le mandat précédent.

## Campagne

### Candidats
| Parti ou coalition | Parti ou coalition                                                | Abréviation | Tête de liste       | Parti européen |
| ------------------ | ----------------------------------------------------------------- | ----------- | ------------------- | -------------- |
|                    | Fidesz-Union civique hongroise-Parti populaire démocrate-chrétien | Fidesz-KDNP | Pál Schmitt         | PPE            |
|                    | Parti socialiste hongrois                                         | MSZP        | Kinga Göncz         | PSE            |
|                    | Mouvement pour une meilleure Hongrie                              | Jobbik      | Krisztina Morvai    |                |
|                    | Forum démocrate hongrois                                          | MDF         | Lajos Bokros        | PPE            |
|                    | La politique peut être différente-HP                              | LMP-HP      | Tímea Szabó         |                |
|                    | Alliance des démocrates libres                                    | SZDSZ       | István Szent-Iványi | ALDE           |
|                    | Parti communiste ouvrier hongrois                                 | Munkáspárt  | Gyula Thürmer       |                |
|                    | Forum des organisations hongroises roms - Unité rom               | MCF ROMA Ö. | Zsolt Kis           |                |

Les partis suivants ne sont pas parvenus à présenter une liste à ces élections :
- ZöldBaloldal (La Gauche verte, présidée par le philosophe néomarxiste, Gáspár Miklós Tamás)
- MIÉP (Parti hongrois de la justice et de la vie, présidé par un ancien ambassadeur communiste)
- MKP (Parti des Minorités)

### Thèmes
La campagne s'est déroulée dans un contexte de morosité économique, avec une forte progression du chômage. Le MSZP, au pouvoir, a été handicapé par la politique d'austérité qu'il a menée, et par l'impopularité de l'ancien premier ministre Ferenc Gyurcsány, malgré sa démission en mars 2009. Le Fidesz, principal parti d'opposition, a fait campagne sur la situation économique, mais a aussi mis en avant les valeurs morales et le sentiment national. Le parti Jobbik s'est fait remarquer par son slogan appelant à rendre la Hongrie aux Hongrois, et par une campagne axée sur la lutte contre la « criminalité tzigane », et contre la présence économique des étrangers.

## Résultats
| Parti ou coalition Parti | Parti ou coalition Parti | Voix      | Voix    | Sièges | Sièges |
| Parti ou coalition Parti | Parti ou coalition Parti | Nombre    | %       | Nombre | %      |
| ------------------------ | ------------------------ | --------- | ------- | ------ | ------ |
|                          | FIDESZ-KDNP              | 1 632 309 | 56,36 % | 14     | 63,6 % |
|                          | MSZP                     | 503 140   | 17,37 % | 4      | 18,2 % |
|                          | Jobbik                   | 427 773   | 14,77 % | 3      | 13,6 % |
|                          | MDF                      | 153 660   | 5,31 %  | 1      | 4,5 %  |
|                          | LMP-HP                   | 75 522    | 2,61 %  | 0      |        |
|                          | SZDSZ                    | 62 527    | 2,16 %  | 0      |        |
|                          | Munkáspárt               | 27 817    | 0,96 %  | 0      |        |
|                          | MCF ROMA Ö.              | 13 431    | 0,46 %  | 0      |        |